# Biennale d'art contemporain autochtone
 (juin 2024).
 (juin 2024).
La mise en forme du texte ne suit pas les recommandations de Wikipédia : il faut le « wikifier ».
Les points d'amélioration suivants sont les cas les plus fréquents. Le détail des points à revoir est peut-être précisé sur la page de discussion.
- Les titres sont pré-formatés par le logiciel. Ils ne sont ni en capitales, ni en gras.
- Le texte ne doit pas être écrit en capitales (les noms de famille non plus), ni en gras, ni en italique, ni en « petit »…
- Le gras n'est utilisé que pour surligner le titre de l'article dans l'introduction, une seule fois.
- L'italique est rarement utilisé : mots en langue étrangère, titres d'œuvres, noms de bateaux, etc.
- Les citations ne sont pas en italique mais en corps de texte normal. Elles sont entourées par des guillemets français : « et ».
- Les listes à puces sont à éviter, des paragraphes rédigés étant largement préférés. Les tableaux sont à réserver à la présentation de données structurées (résultats, etc.).
- Les appels de note de bas de page (petits chiffres en exposant, introduits par l'outil «  Source ») sont à placer entre la fin de phrase et le point final[comme ça].
- Les liens internes (vers d'autres articles de Wikipédia) sont à choisir avec parcimonie. Créez des liens vers des articles approfondissant le sujet. Les termes génériques sans rapport avec le sujet sont à éviter, ainsi que les répétitions de liens vers un même terme.
- Les liens externes sont à placer uniquement dans une section « Liens externes », à la fin de l'article. Ces liens sont à choisir avec parcimonie suivant les règles définies. Si un lien sert de source à l'article, son insertion dans le texte est à faire par les notes de bas de page.
- La présentation des références doit suivre les conventions bibliographiques. Il est recommandé d'utiliser les modèles {{Ouvrage}}, {{Chapitre}}, {{Article}}, {{Lien web}} et/ou {{Bibliographie}}. Le mode d'édition visuel peut mettre en forme automatiquement les références.
- Insérer une infobox (cadre d'informations à droite) n'est pas obligatoire pour parachever la mise en page.

Pour une aide détaillée, merci de consulter Aide:Wikification.
Si vous pensez que ces points ont été résolus, vous pouvez retirer ce bandeau et améliorer la mise en forme d'un autre article.
La Biennale d’art contemporain autochtone (BACA) est un événement qui a lieu tous les deux ans depuis 2012. Faisant ses débuts à la galerie Art Mûr, les activités de la BACA se déroulent majoritairement dans la région du Tiohtià:ke/Mooniyaang/Montréal.

## Histoire
La Biennale d’art contemporain autochtone (BACA) est une organisation qui a pour but d’offrir un espace de diffusion aux artistes autochtones en Amérique du Nord. Fondée en 2010 et lancée officiellement en 2012 par la galerie Art Mûr à Montréal sous la direction de Rhéal Olivier Lanthier et François St-Jacques, la BACA est rapidement devenue une référence sur la scène artistique montréalaise et québécoise. En 2018, elle a pris son envol en tant qu’organisme sans but lucratif indépendant, afin de mieux répondre à la demande croissante et à sa popularité grandissante.
L’événement est devenu une plate-forme importante pour les artistes autochtones. En effet, cette Biennale sert de référence pour les grandes institutions muséales désirant intégrer davantage d’art et d’artistes autochtones dans leurs collections et expositions. Cet événement récurrent met en lumière une pluralité de pratiques artistiques issues des cultures autochtones.
Le mandat de la BACA est de reconnaître et soutenir l’art et les artistes autochtones contemporains. Sa principale activité, la Biennale, est un événement majeur en arts visuels et multidisciplinaires qui présente une cinquantaine d’artistes dans divers lieux d’expositions au Québec. L’événement offre également une tribune importante aux commissaires autochtones émergents. L’édition de 2018 a marqué un tournant avec la collaboration du Collectif des Commissaires Autochtones (CCA), une organisation qui soutient et défend les commissaires, artistes et professionnels autochtones. Cette alliance a renforcé le recrutement de commissaires pour la BACA et a permis d’améliorer la visibilité des artistes autochtones.

### Origines
L’organisation caritative à but non lucratif BACA fut fondée en 2010. Elle vise à reconnaître et soutenir l’art et les artistes autochtones contemporains en créant un événement de référence au sein de la scène artistique du Québec. Michael Patten est le directeur de l’organisme depuis sa création.
La Biennale d’art contemporain autochtone est née après la création d’une première exposition collective d’artistes contemporains autochtones à la galerie Art Mûr. La galerie Art Mûr se situe au centre de l’organisation de la BACA à chaque édition, en tant que pavillon central et principal organisateur de l'événement.
L’objectif de la première édition de la Biennale en 2012 est de montrer aux artistes autochtones et métis qu’il existe un intérêt pour leur travail dans les galeries québécoises. Sa création cherche à pallier un manque de projets artistiques autochtones à Tiohtiá:ke / Mooniyang / Montréal en comparaison avec l’Ouest du Canada. Les présidents et fondateurs de l’évènement sont Rhéal Olivier Lanthier et François Jacques.

## Les différentes éditions

### 1ièreBiennale (2012)
La première édition de la BACA s’est tenue à Montréal à la galerie Art Mûr du 14 janvier au 25 février 2012. La collaboration des 24 artistes autochtones et de la commissaire invitée Nadia Myre s’est organisée autour d’un thème commun : Baliser le territoire / A Stake In The Ground.
Pour les artistes, ce thème offrait la possibilité de mieux définir la culture autochtone à travers le territoire. En effet, du fait de l’atteinte portée à leurs cultures, certaines communautés autochtones éprouvent aujourd’hui une grande difficulté à définir leur identité. Le thème imposé a donc permis aux artistes de faire un état des lieux de cette situation et de questionner l’histoire coloniale.
Pour cette raison, le langage apparaît comme un élément clé de cette première exposition. Indissociable du contexte de colonisation, l’idée du langage évoque plusieurs aspects de l’histoire et des cultures autochtones. L’imposition des langues coloniales, le français et l’anglais, et d’un système juridique visant ouvertement l’assimilation (la Loi sur les Indiens 1876 étant toujours en vigueur aujourd’hui), ont entraîné la perte de leurs territoires et de leurs systèmes politico-juridiques ancestraux. Le langage est un puissant outil de communication, et en prenant la parole à travers l’art, les artistes contribuent à lutter contre l’effacement culturel.

#### Artistes de la 1ièreBiennale
Sonny Assu, Jason Baerg (en), Carl Beam (en), Rebecca Belmore, Kevin Lee Burton, Hannah Claus, Bonnie Devine (en), Raymond Dupuis (en), Edgar Heap of Birds (en), Vanessa Dion Fletcher (en), Nicholas Galanin (en), Greg Hill, Robert Houle (en), Maria Hupfield, Rita Letendre, Glenna Matoush (en), Alan Michelson (en), Nadia Myre, Marianne Nicolson, Michael Patten, Arthur Renwick, Sonia Robertson, Greg Staats (en), Tania Willard, Will Wilson.
Jason Baerg

### 2eBiennale (2014)
La deuxième édition de la BACA s’est tenue en 2014, avec pour commissaire invité Michael Patten. En tout, 27 artistes ont été exposés, du 3 mai au 22 juin, aux galeries Art Mûr, Stewart Hall, ainsi qu’au siège social international du Cirque du Soleil. Les créations ont cette fois été guidées par le thème « Storytelling ».
Le storytelling représente un élément clé des cultures autochtones : la transmission par l’oralité. Il est pour ces communautés la structure première à travers laquelle les humains pensent, tissent des liens et communiquent. Le thème du storytelling permet d’ouvrir la réflexion sur l’éducation autochtone, qui - contrairement au modèle allochtone - communique le savoir à travers les contes et les histoires.
Pour mettre l’accent sur le volet éducatif du storytelling, certains des artistes choisis occupent également des postes d’enseignants dans le système postsecondaire canadien. Invités à raconter des histoires personnelles ou actuelles, leur prise de parole permet - au travers des œuvres - de sonner l’alarme sur certains enjeux sociétaux comme l’impact négatif de l’humain sur l’écologie.
Le storytelling permet de devenir plus attentif aux autres et à notre environnement, puisqu’il réunit histoires et expériences pour attirer l’attention sur les dangers politiques, culturels et écologiques, et ainsi engager le changement.

#### Artistes de la2eBiennale
Sonny Assu, Scott Benesiinaabandan, Jordan Bennet (en), Jaime Black (en), Julie Buffalohead (en), Hannah Claus, Keesic Douglas, John Feodorov, David Garneau (en), Leonard Getinthecar, Nicholas Galanin (en) & Jerrod Galanin, Sitka, AK, Merritt Johnson (en), Meryl McMaster (en), Da-ka-xeen Mehner (en), Kent Monkman, Nadia Myre, Jude Norris, Luke Parnell, Mike Patten, Maria S’eiltin (en), Michael Anthony Simon (en), Wendy Red Star (en), Adrian Stimson, Frank Shebageget, Tanis, Anna Tsouhlarakis (en), Amelia Winger-Bearskin.

### 3eBiennale (2016)
La 3e édition de la BACA s’est déroulée du 30 avril au 26 juin 2016. Le commissaire invité était Michael Patten et avait pour thème Culture Shift - Une révolution culturelle. La biennale exposait dans quatre lieux : la galerie d’art Stewart Hall, le musée McCord Stewart, la galerie Art Mûr et la Guilde canadienne des métiers d’art. La thématique choisie reflétait l’évolution ainsi que les changements actuels dans les productions autochtones. Les œuvres exposées évoquaient les nouvelles technologies, la pluralité des héritages, l’hétérogénéité des esthétiques et pratiques artistiques.
Cette édition fut inspirée de la Biennale de Venise avec l’intégration des pavillons. Le pavillon de la côte Ouest était présenté à la Galerie d’art Stewart Hall à Pointe-Claire et exposait des œuvres d’artistes d' Alaska et de la Colombie-Britannique. Le pavillon du Nord était présenté à la Guilde et exposait des artistes Inuits du Nunavut, du Québec et du Groenland. Le pavillon éducatif se trouvait au Musée McCord Stewart. La galerie Art Mûr était le pavillon principal où des artistes autochtones de plusieurs nations étaient réunies.
La performance de l’artiste Luke Parnell présentée à la Galerie d’art Stewart Hall fut un moment marquant. Elle consistait à couper un totem de 8 pieds en deux et à transporter l’une des moitiés dans un endroit inconnu et la brûler. L’objectif de cette performance était de démontrer que sa nation, Wilp Laxgiik Nisga’a, ne craignait pas de pouvoir détruire ce qu’elle avait construit de leurs propres mains. L’autre segment du totem intact a été ramené par l’artiste jusqu’au musée d’anthropologie de Vancouver en Colombie-Britannique.

#### Artistes de la3eBiennale
KC Adams, Joi T. Arcand (en), Shuvinai Ashoona, Ningeosiaq Ashoona, Sonny Assu, Mary Anne Barkhouse , Naomi Bebo, Lance Belanger & Kitty Mykka, Edgar Heap of Birds (en), Ludovic Boney, Alison Bremner (en), Corey Bulpitt, Bruno Canadien, Rande Cook, Bracken Hanuse Corlett, Ruth Cuthand (en), Andrew Dexel, Wally Dion, Dean Drever (en), Nicholas Galanin (en), Leonard Getinthecar (Nicholas Galanin & Jerrod Galanin) & Nep Sidhu, Melissa General, Dyani White Hawk (en), Dyani White Hawk, Richard Heikkila-Sawan, Luzene Hill (en), Maria Hupfield, Geronimo Inutiq, Brad Isaacs, Jeff Kahm, Neon Kohkom, Bev Koski, Jason Lujan, Amy Malbeuf (en), Qavavau Manumie (Kavavaow Mannomee (en)), Ohotaq Mikkigak (en), Caroline Monnet, Nadia Myre, Marianne Nicolson (en), Jeneen Frei Njootli (en), Luke Parnell, Jamasie Pitseolak, Tapaungai Qatsiya, Nicotye Samayualie, Sarah Sense, Toonoo Sharky, Bolatta Silis-Høegh (en), Duane Slick (en), Rolande Souliere, Tamara Skubovius (en), Ningeokuluk Teevee, (en), Jutai Toonoo, Samonie Toonoo, Marie Watt (en), Nico Williams

### 4eBiennale (2018)
La 4e édition de la BACA s’est déroulée du 5 mai au 9 septembre 2018. Les commissaires invitées étaient Niki Little et Becca Taylor. L'événement prend place dans six lieux d’exposition, incluant la Guilde, le Musée des beaux-arts de Sherbrooke, le Musée McCord Stewart, l’Art Gallery of Mississauga (en), la galerie Art Mûr et la Galerie d’art Stewart Hall. Pour cette édition, les œuvres d’une quarantaine d’artistes femmes autochtones ont été exposées.
Avec la collaboration de l’Aboriginal curatorial collective - Collectif des commissaires autochtones (ACC-CCA), la Biennale d’art contemporain autochtone a lancé un appel à projets pour une résidence de commissaires invités. Ce projet initié dans le cadre du Projet Tiohtià:ke a été lancé dans l’objectif d’encourager les rassemblements entre les artistes, les commissaires, les écrivains et écrivaines autochtones au Québec et au Canada. Le projet offre également des possibilités de collaboration entre  différents intervenants et intervenantes des communautés autochtones.
La thématique de la quatrième biennale s’intitule NÍCHIWAMISKWÉM | NIMIDET | MA SOEUR | MY SISTER. Elle est la première édition à mettre en valeur uniquement des artistes femmes autochtones. La thématique fait référence aux femmes autochtones qui se considèrent comme des sœurs entre elles, unies par des connaissances et des expériences vécues. Les artistes représentées sont des sœurs, des mères, des tantes, des confidentes, des personnes transgenres, des personnes non-binaires ou des individus bispirituels.
Les œuvres véhiculent leur histoire, mais notamment leurs souvenirs ainsi que les relations et les événements qui ont pu façonner leur identité. Parmi les œuvres exposées, on retrouve des portraits, des photographies, des vêtements traditionnels, du perlage, des sculptures, des gravures et du contenu audio et visuel.

#### Artistes de la4eBiennale
Aura, KC Adams, Joi T. Arcand (en), Mayoreak & Shuvinai Ashoona, Eruoma Awashish, Natalie Ball, Sonya Ballantyne, Jaime Black (en), Catherine Blackburn, Brittney Bear Hat (en)& Ric Bear Hat, Chief Lady Bird (en),Terry Calder (en) , Tamara Lee-Anne Cardinal, Jade Nasogaluak Carpenter, Cat Cayuga, Uzumaki Cepeda, Dana Claxton, Dayna Danger (en), Raven Davis (en), Lindsay Dobbin, Lita Fontaine (en), Carla Hemlock (en), Gabrielle Hill, Hovak Johnston (en), Erin Marie Konsmo, Tanya Lukin Linklater, Amy Malbeuf (en), Meryl McMaster (en), Caroline Monnet, Sandra Monterroso (en), Shelley Niro, Marnie Parrell, JJ Neepin, Napachie Pootoogook, Gilda Posada, Skeena Reece (en), Skawennati, Tasha Spillett (en), Ningeokuluk Teevee, (en), Marian Snow (en), Kali Spitzer

### 5eBiennale (2020)
La 5e édition de la  BACA s'est tenue du 23 avril au 21 juin 2020. Les commissaires sont David Garneau (en) avec l’assistance de l’artiste rudi aker et de Faye Mullen. La thématique s’intitule Kahwatsiretátie : Teionkwariwaienna Tekariwaiennawahkòntie - Honorer nos affinités/Honoring kinship. En raison de la COVID-19, plusieurs activités de médiation se sont déroulées en ligne, dont une galerie virtuelle. La biennale s’est déroulée dans six lieux différents, soit la Maison des régions, la Guilde, la galerie Pierre-François Ouellette art contemporain, la galerie Art Mûr, la galerie d’art Stewart Hall et le Musée McCord Stewart. Une des particularités de cette exposition était que les commissaires avaient invité les exposants à participer au processus de sélection en suggérant des artistes de leur entourage moins connus.  
Le thème signifie la reconnaissance et l’appréciation de la transmission des savoirs et des connaissances, un aspect fondamental dans les communautés autochtones. Cette édition explore également des sous-thèmes tels que l’environnement et la réappropriation d’un espace pour les artistes autochtones.
À l’occasion de la 5e édition, l'œuvre Weaving Cultural Identities: Threads Through Time, initialement présentée à la Vancouver International Sculpture Biennale (en), a été exposée le 30 août 2020 à la galerie Art Mûr. La majorité des œuvres étaient des projets de perlage, de textile, de peinture, d’installation vidéo et sonore, ainsi que des performances.

#### Artistes de la5eBiennale
Judy Anderson, Cruz Anderson, Scott Benesiinaabandan, Rainer Wittenborn & Claus Biegert, Catherine Blackburn, Katherine Boyer, Bob Boyer, Kaia’tanó:ron Dumoulin Bush, Warren Cariou, Hunter Cascagnette, Hannah Claus, Renée Condo, Jon Corbett, Ruth Cuthand, Wally Dion, Devonn Drossel, Marcy Friesen, Angela George, Chief Janice George, Lucas Hale, Emma Hassencahl-Perley, Doaa Jamal, Buddy Joseph, Larissa Riss Kitchemonia, Sharon Rose Kootenay, Owisokon Pauline Lahache, Tania Larsson, Jason Edward Lewis, Kay Mayer, Kevin McKenzie, Dylan Miner, Nadia Myre, Margaret Orr, Graham Paradis, Luke Parnell, Sage Paul, Jobena Petonoquot, Krista Point, Sherry Farrell Racette, Diane Roberts, Sonia Robertson, Máret Ánne Sara, Nancy Saunders, Skawennati, Marian Snow, Debra Sparrow, Robyn SparrowJack Theis, Mary Lou Trinkwon, Ulivia Uviluk, Flora Weitsche, Corinna Wollf, Ruth Scheuing 

### 6eBiennale (2022)
La programmation de la 6e édition de la BACA s’est tenue tout au long de l’année 2022. Le commissaire principal était Michael Patten en collaboration avec Alexandra Nordstrom, qui a agi à titre de chercheuse invitée. Intitulé Land Back, la 6e édition s’organise autour de huit expositions, tenues au Musée des Beaux-Arts de Sherbrooke, à la Maison des Jésuites de Sillery, à la Maison de la culture de Verdun, à la galerie Art Mûr, à la Galerie d’art Stewart Hall, à la Guilde, au Musée McCord Stewart, et à Expression - Centre d’exposition de Saint-Hyacinthe (exposition itinérante). Cette édition de la biennale se subdivise en sept pavillons et des expositions satellites. Chaque exposition explore différents sujets en lien avec le thème de la réappropriation du territoire.
Le thème de Land Back fait référence à la mobilisation des personnes autochtones pour restaurer la gouvernance et l’intendance des territoires, et leur restitution de façon durable pour les générations à venir. Les expositions évoquent les mouvements activistes à travers des formes et pratiques artistiques diverses, à la fois traditionnelles et contemporaines. Cette édition explore d’autres sujets comme le féminisme, le futurisme autochtone, la résilience et les moments de rassemblement.

#### Pavillons de la6eBiennale
Le pavillon Climat/Climate au Musées des Beaux-Arts de Sherbrooke présente plusieurs artistes inuit, explorant des sujets tels que la fonte des glaciers, les histoires traditionnelles des communautés inuit et leur condition sociale et politique.
Le pavillon Résilience/Resilience à la Maison des Jésuites de Sillery propose des pistes de réflexion diverses concernant les traumatismes causés par le déplacement des enfants dans les pensionnats autochtones canadiens. Le choix de ce thème pour le pavillon est motivé par le dévoilement au grand public de l’existence de plusieurs tombes anonymes sur les terrains d’anciens pensionnats durant l’été 2021.
Le pavillon Futurisme/Futurism, situé à la Maison de la Culture de Verdun, s’inspire du concept de futurisme autochtone (Indigenous Futurisms (en)), une notion théorisée par Dr. Grace Dillon (en) dans son livre Walking the Clouds: An Anthology of Indigenous Science Fiction. L’apocalypse, le surnaturel et les technologies sont des sujets explorés par l’entremise de la vidéo, de la réalité augmentée et de l’installation.
Le pavillon Le Roc/The Roc à la galerie Art Mûr utilise le motif du roc comme point de rencontre pour représenter le territoire. On retrouve dans l'exposition des autoportraits photographiques, des performances et des œuvres réalisées grâce à des techniques traditionnelles, telles que la broderie en piquants de porc-épic.
L’exposition Ressources/Resources à la Galerie d’art Stewart Hall se concentre sur la réappropriation des connaissances liées aux différents composants de la nature. Le thème est exploré par les artistes à l’aide de différentes pratiques traditionnelles telles que le perlage, la pêche et l’utilisation de plantes médicinales. D’autres médiums utilisés par les artistes sont la sculpture, la vidéo et la performance.
L’exposition Racines/Roots à la Guilde emprunte quelques œuvres de la collection des galeries Ceremonial Art et Fazkas à Vancouver. Leur présentation suit le thème du potlatch, une cérémonie de remises de cadeaux pratiquée par les peuples autochtones de la côte nord-ouest. Cette pratique fut bannie par le gouvernement canadien entre 1884 et 1951.
L’exposition Langage/Language au Musée McCord Stewart introduit le travail de l’artiste Sky Hopinka. À travers ses œuvres médiatiques et audiovisuelles, Hopinka présente un film qui témoigne de l’expérience autochtone contemporaine.
Le centre d'exposition de Saint-Hyacinthe, Expression, a présenté une exposition itinérante à la suite des événements de la 6e édition.

#### Artistes de la6eBiennale
Margaret August, Levi Amidlak, Makusi Q. Angutigirk, Carrie Allison, Susan Blight (en), Christi Belcourt, Lori Blondeau, Raven Chacon, Tracey-Mae Chambers, Roxanne Charles-George (en), Gregg Deal, Jeremy Dennis, Beau Dick, Shuvigar Eelee, Elijassiapik, Tootaluk Etchuk, Jeffrey Gibson, Erin Gingrich, Maureen Gruben, Faye HeavyShield, Sky Hopinka, Quinn Hopkins, Tutuyea Ikidluak, Nuveeya Ipellie, Duane Isaac, Mattuisi Iyaituk, Lisa Jackson, Allen James, Ursula Johnson, Pat Kane, Kite, Olajuk Kigutikardjuk, Ooloopie Killiktee, Casey Koyczan, Gigaemi Kukwits, Cheryl L’Hirondelle, Jkai Lucassi, Logan MacDonald, Beric Manywounds, Jacob Meders, Meagan Musseau, Michael Namingha, NIAP, Carey Newman, Barry Pottle, Devin Ronneberg, Camille Seaman, Lizzie Sheeg, Paisley Smith, Chief Henry Speck, Cole Speck, Julia Rose Sutherland, Chandra Melting Tallow, Katherine Takpannie, Eva Aliktiluk Talooki, Therese P. Tugumiar, Charlene Vickers, Olivia Whetung, Don Yeomans, Lawrence Paul Yuxweluptun (en).

### 7eBiennale (2024)
La 7e édition de la BACA se déroule du 23 mars au 8 septembre 2024. Plus de 60 artistes sont exposés entre les villes de Montréal, Pointe-Claire, Drummondville, Sherbrooke et St-Hyacinthe. La biennale est intitulée Récits de la création du monde / Creation Stories et a été organisée par la collaboration de quatre commissaires de provenance du Canada représentant les quatre points cardinaux: Loris Beavis (le Centre et le Sud), Emma Hassencahl Perley (l’Est), Jake Kimble (l’Ouest) et Teresa Vander Meer-Chassé (Nord). Le thème fait référence aux différents mythes fondateurs des peuples autochtones d’Amérique du Nord qui sont revisités aux travers des œuvres.
Pour l’édition de 2024, la BACA est représentée dans sept lieux distincts. La ville de Drummondville accueille pour la première fois la biennale dans son centre d’art actuel le DRAC. Le Musée des beaux-arts de Sherbrooke ainsi que le Centre d’exposition de Saint-Hyacinthe en sont à leur deuxième édition. À Montréal, il est possible de retrouver des expositions à la galerie Art Mûr, à La Guilde, à la Maison de la culture de Verdun, ainsi qu’au Musée McCord Stewart. Dans l’ouest de l’île, la Galerie d’art Stewart Hall de Pointe-Claire expose la biennale pour une 6e édition consécutive.
Les différentes expositions de la 7e édition présentent des œuvres réalisées par plusieurs artistes émergents et par d'autres établis. Parmi les œuvres, on retrouve des photographies, des installations, des performances, des rituels, des peintures, des sculptures, du perlage, des supports visuels et sonores, des films d’animations, des textiles, de la joaillerie, de la vannerie, de la broderie et des illustrations.

#### Artistes de la7eBiennale
rudi aker, Lisa Aubin-Bérubé, Eruoma Awashish, Taylor Baptiste, Sierra Barber, Kaylyn Baker, Haley Bassett, Mel Beaulieu, Michael Belmore (en), Jordan Bennett (en), Alison Bremner (en), Catherine Boivin, Corey Bulpitt, Glenna Cardinal, seth cardinal dodginghorse, Christian Chapman, Lianne Charlie, Hannah Claus, Samaqani Cocahq, Craig Commanda, Renée Condo, Joanna Katrena Cooper, Heather Dickson, Tarralik Duffy, Marcy Friesen, tīná gúyáńí, Shoshannah Greene, Oakley Wysote Gray, Jay Havens, Bronson Jacque, Cora Kavyaktok, Uumati Kisoun-Inuarak, Casey Koyczan, Corey Larocque, Cheyenne Rain LeGrande, Maria-Margaretta, Calvin Morberg, Meagan Musseau, Lisa Myers (en), Melaw Nakehk’o (en), Margaret Nazon, Shelley Niro, Luke Parnell, Mangeshig Pawis-Steckley, Shane Perley-Dutcher, Melissa Peter-Paul, Helen Pelletier, Jobena Petonoquot, Sandra Racine, Nicolas Renaud, Natasha Sacobie, Percy Sacobie, Heather Shillinglaw, Jason Sikoak, Krystle Silverfox, Skawennati, Michelle Sound, Alan Syliboy, Maura Tamez, Sally Tisiga, Joseph Tisiga, Jesse Tungilik, Sgoagani Wecenisqon, Vance Wright